# OR52W1
OR52W1 (англ. Olfactory receptor family 52 subfamily W member 1) – білок, який кодується однойменним геном, розташованим у людей на короткому плечі 11-ї хромосоми. Довжина поліпептидного ланцюга білка становить 320 амінокислот, а молекулярна маса — 34 414.
| 10         |  | 20         |  | 30         |  | 40         |  | 50         |
| ---------- |  | ---------- |  | ---------- |  | ---------- |  | ---------- |
| MAETLQLNST |  | FLHPNFFILT |  | GFPGLGSAQT |  | WLTLVFGPIY |  | LLALLGNGAL |
| PAVVWIDSTL |  | HQPMFLLLAI |  | LAATDLGLAT |  | SIAPGLLAVL |  | WLGPRSVPYA |
| VCLVQMFFVH |  | ALTAMESGVL |  | LAMACDRAAA |  | IGRPLHYPVL |  | VTKACVGYAA |
| LALALKAVAI |  | VVPFPLLVAK |  | FEHFQAKTIG |  | HTYCAHMAVV |  | ELVVGNTQAT |
| NLYGLALSLA |  | ISGMDILGIT |  | GSYGLIAHAV |  | LQLPTREAHA |  | KAFGTCSSHI |
| CVILAFYIPG |  | LFSYLTHRFG |  | HHTVPKPVHI |  | LLSNIYLLLP |  | PALNPLIYGA |
| RTKQIRDRLL |  | ETFTFRKSPL |  |            |  |            |  |            |

A: Аланін

C: Цистеїн

D: Аспарагінова кислота

E: Глутамінова кислота

F: Фенілаланін

G: Гліцин

H: Гістидин

I: Ізолейцин

K: Лізин

L: Лейцин

M: Метіонін

N: Аспарагін

P: Пролін

Q: Глутамін

R: Аргінін

S: Серин

T: Треонін

V: Валін

W: Триптофан

Кодований геном білок за функціями належить до рецепторів, g-білокспряжених рецепторів, білків внутрішньоклітинного сигналінгу. 
Локалізований у клітинній мембрані.